# Micrapate unguiculata
Micrapate unguiculata är en skalbaggsart som beskrevs av Pierre Lesne 1906. Micrapate unguiculata ingår i släktet Micrapate och familjen kapuschongbaggar. Inga underarter finns listade i Catalogue of Life.